# Charles-Joseph Natoire
Charles-Joseph Natoire (født 3. marts 1700 i Nîmes, død 23. august 1777 i Castel Gandolfo) var en fransk maler.
Natoire studerede i Paris (Prix de Rome 1721) og Rom, blev 1734 medlem af Académie royale de peinture et de sculpture, og var 1751-74 direktør for Det franske Akademi i Rom. Af Natoires værker, strålende, farvefestlige og med det 18. åhundrede affinements, nævnes fresker i San Luigi de' Francesi i Rom, de dekorative malerier af Psykes historie i Hotel Soubise i Paris; af staffelibilleder fremhæves: Venus i Vulkans smedje, De tre Gratier, Juno samt Bacchus' triumf (Louvre), Bacchus og Ariadne (Sankt Petersborg) samt ni fremstillinger af Don Quijotes liv (Museet i Compiégne); i Stockholms Nationalmuseum tre billeder, I (heraf to dørstykker fra Stockholms Slot). Af de ti raderinger, Natoire har udført, fortjener særlig at mindes børnegrupperne: De fire årstider.